# Большие Бобруйские манёвры 1929 года
«Большие Бобруйские манёвры 1929 года» (также называемые «Всесоюзными Бобруйскими большими манёврами») — общевойсковые учения Рабоче-Крестьянской Красной Армии, проводившиеся в сентябре 1929 года на территории Белорусского военного округа. По сути дела, это был первый после Гражданской войны смотр технической оснащённости Красной Армии, боевой выучки и политической зрелости её личного состава. По своему размаху Большие Бобруйские манёвры превзошли прошедшие в 1928 году большие манёвры войск, которыми также руководил командующий БВО А. И. Егоров.

## Подготовка к манёврам
В подготовке и проведении этих всеармейских учений участвовала большая группа партийных, советских и комсомольских работников республики. От их помощи во многом зависело, насколько эффективно пройдут манёвры. В августе 1929, на осенние бобруйские манёвры, по просьбе ПУР РККА, Центральная секция коротких волн (ЦСКВ) выделила 6 коротковолновиков в качестве операторов для радиостанций по связи специальных военных корреспондентов газет со своими редакциями.

## Наблюдатели
На манёврах присутствовала большая группа руководящих командиров штаба РККА во главе с Народным комиссаром обороны К. Е. Ворошиловым. За поведением танков Т-18 наблюдали несколько комиссий, от конструкторского бюро завода «Большевик» комиссией руководил инженер Л. С. Троянов. Так как впервые в истории РККА в манёврах участвовал опытный механизированный полк (а в 1930 году — это была уже механизированная бригада), присутствовали в качестве руководителей, вместе с Народным комиссаром обороны, начальник Штаба РККА Б. М. Шапошников и начальник Оперативного управления Штаба РККА В. К. Триандафиллов.

## Ход манёвров
На Всесоюзных Бобруйских больших манёврах, состоявшихся в сентябре 1929 года с участием войск Белорусского, Московского, Ленинградского, Украинского и Северокавказского военных округов, авиация выполняла следующие задачи: наносила удары по оборонявшемуся «противнику», развивала успех штурмовыми действиями совместно с конницей и мотомеханизированными частями, прикрывала свои войска, наносила бомбовые удары по железным дорогам и транспортным узлам с целью срыва оперативных перевозок «противника», вела борьбу с воздушным «противником» для достижения собственной свободы в действиях.

## Итоги

### Оценки
Подводя итоги манёвров, нарком обороны К. Е. Ворошилов говорил о хорошей постановке оборонной работы в республике, чёткости транспорта, связи и прочих служб, непосредственно обеспечивавших ход военных учений. Особо была отмечена большая подготовительная работа, проведённая парторганизацией республики, Центральным Комитетом КП(б)Б и его секретарём, членом Военного совета БВО Я. Б. Гамарником. Спустя месяц после окончания манёвров, Гамарник был назначен начальником Политуправления РККА.

### Материально-техническая часть
В ходе манёвров танки Т-18 зарекомендовали себя неплохо. Несмотря на тяжёлые условия эксплуатации, Т-18 почти в полном составе прошли все испытания, однако, обнаружили множественные мелкие поломки материальной части (полный список неисправностей и путей их возможного устранения содержал более 50 пунктов). Этот перечень послужил дополнительным стимулом для модернизации танка, проведённой в 1929—1930 годы.

### Обобщение опыта
Опыт этих манёвров был затем обобщён в труде военного теоретика Александра Лапчинского «Воздушные силы в бою и операции». В нём автор исследовал вопросы применения авиации — как во взаимодействии с сухопутными войсками, так и при самостоятельных действиях. Особое внимание он уделил борьбе за господство в воздухе. По мнению Лапчинского, абсолютное господство в воздухе недостижимо, можно достичь лишь временного или местного превосходства в воздухе.
Опыт использования механизированных частей на всеармейских и окружных учениях в Белорусском военном округе явился базой для дальнейшей разработки теории и практики применения механизированных войск.